# Gmassa
Gmassa (franska: Gmassa (CR), Gmassa (Commune Rurale), arabiska: ادويران) är en kommun i Marocko.   Den ligger i provinsen Chichaoua och regionen Marrakech-Safi, i den centrala delen av landet, 300 km söder om huvudstaden Rabat. Antalet invånare är 9 280.